# Den pro Šakala
Den pro Šakala (anglicky: The Day of the Jackal, 1971) je známý detektivně-špionážní román žánru thriller od anglického spisovatele Fredericka Forsytha. Vypráví o profesionálním nájemném vrahovi s krycím jménem "Šakal", kterého si najme teroristická Organizace tajné armády (OAS), aby zavraždil francouzského prezidenta Charlese de Gaulla poté, co předchozí vlastní pokusy OAS o zabití de Gaulla selhaly. Příběh je současně líčen i z pohledu francouzských bezpečnostních složek, které se snaží atentátu zabránit.
Příběh románu byl dosud dvakrát zfilmován. Do češtiny byla kniha poprvé přeložena v roce 1975 a od té doby se dočkala čtyř českých vydání.

## Filmové adaptace
- 1973 Den Šakala alternativně též Šakal (film, 1973) (The Day of the Jackal) - režie Fred Zinnemann, v roli "Šakala" Edward Fox
- 1997 Šakal (film, 1997) (The Jackal) - režie Michael Caton-Jones, v roli "Šakala" Bruce Willis